# Okarec
Okarec (in tedesco Wokaretz) è un comune della Repubblica Ceca facente parte del distretto di Třebíč, nella regione di Vysočina.